# Silene latifolia
Silene latifolia là một loài thực vật thuộc Họ Cẩm chướng. Đây là loài bản địa phần lớn châu Âu, Tây Á và Bắc Phi. Loài này cao 40–80 mm. Bề ngoài phụ thuộc và tuổi của cây. Tòa bộ cây có phủ lông dày đạc.